# オンリー・フールズ
『オンリー・フールズ』（原題:Sonia）は、ソニアが1991年にリリースした2枚目のスタジオ・アルバム。

## 解説
前作でプロデュースを務めたストック・エイトキン・ウォーターマンから離れ、新たにナイジェル・ライトをプロデューサーに迎えた。先行シングル「オンリー・フールズ」が全英TOP10入りするヒットを記録。

## 収録曲
1. オンリー・フールズ - Only Fools (Never Fall in Love)
2. ユー・トゥ・ミー・アー・エブリシング - You to Me Are Everything
3. ブレイクダウン　- Breakdown
4. プレイ・アラウンド・ノー・モア - I'm Not Gonna Play Around No More
5. ウォーク・アウェイ・ラバー - Walk Away Lover
6. ザット・ボーイ - That Boy
7. ビー・ヤング,ビー・フーリッシュ,ビー・ハッピー - Be Young, Be Foolish, Be Happy
8. ビー・マイ・ベイビー - Be My Baby
9. ビー・マイ・ラブ - Used to Be My Love
10. グッドバイ・トゥ・ミー - Say Goodbye to Me
11. ストロング・ウィズアウト・ユー - Strong Without You

日本盤ボーナストラック
1. ユー・トゥ・ミー・アー・エブリシング (12インチ・バージョン) - You To Me An Everything (12inch version)
2. オンリー・フールズ (エクステンデッド・クラブ・ミックス) - Only Fools (Never Fall In Love) (Extended Club Mix)

## チャート
| チャート（1991年）               | 最高順位 |
| -------------------------------- | -------- |
| イギリス（全英アルバムチャート） | 33       |